# Famille Queruau
La famille Queruau-Lamerie est une famille subsistante d'ancienne bourgeoisie française, originaire de Laval, en Mayenne. Lamerie est le nom d'une terre proche de Laval.

## Personnalités
- Vincent Queruau (cité en 1605 à Laval), avocat, écrivain français du début du XVIIe siècle ;
- Pierre Queruau-Lamerie (1788-1859), maire de Laval, homme politique français ;
- Émile Queruau-Lamerie (1841-1929), historien de la Révolution française et du Clergé en Anjou et Mayenne[2].